# Уряд Кувейту
Уряд Кувейту — вищий орган виконавчої влади Кувейту.

## Голова уряду
- Прем'єр-міністр — Джабір аль-Мубарак аль-Гамад аль-Сабах (англ. Jabir al-Mubarak al-Hamad al-Sabah).
- Віце-прем'єр-міністр — Сабах аль-Халід аль-Гамад аль-Сабах (англ. Sabah al-Khalid al-Hamad al-Sabah).
- Віце-прем'єр-міністр — Халід аль-Джаррах аль-Сабах (англ. Khalid al-Jarrah al-Sabah).
- Віце-прем'єр-міністр — Абд аль-Мухсін аль-Мададж (англ. Abd al-Muhsin al-Madaj).
- Віце-прем'єр-міністр — Мухаммад аль-Халід аль-Гамад аль-Сабах (англ. Muhammad al-Khalid al-Hamad al-Sabah).
- Віце-прем'єр-міністр з економічних питань — .
- Віце-прем'єр-міністр з юридичних питань — Рашид Абд аль-Мухсін аль-Гамад (англ. Rashid Abd al-Muhsin al-Hamad).

## Кабінет міністрів
Склад чинного уряду подано станом на 29 березня 2016 року.
| Логотип | Міністерство                                       | Міністр                                                                        | Фото | Час на посаді | Час на посаді | Партія | Партія | Вебсайт |
| ------- | -------------------------------------------------- | ------------------------------------------------------------------------------ | ---- | ------------- | ------------- | ------ | ------ | ------- |
|         | Міністерство внутрішніх справ                      | Мухаммад аль-Халід аль-Гамад аль-Сабах (Muhammad al-Khalid al-Hamad al-Sabah)  |      |               |               |        |        |         |
|         | Міністерство електрики та води                     | Абд аль-Азіз Абд аль-Латіф аль-Ібрагім (Abd al-Aziz Abd al-Latif al-Ibrahim)   |      |               |               |        |        |         |
|         | Міністерство житлово-комунального господарства     | Абд аль-Азіз Абд аль-Латіф аль-Ібрагім (Abd al-Aziz Abd al-Latif al-Ibrahim)   |      |               |               |        |        |         |
|         | Міністерство зв'язку                               | Іса Ахмад аль-Кандарі (Isa Ahmad al-Kandari)                                   |      |               |               |        |        |         |
|         | Міністерство закордонних справ                     | Сабах аль-Халід аль-Гамад аль-Сабах (Sabah al-Khalid al-Hamad al-Sabah)        |      |               |               |        |        |         |
|         | Міністерство інформації                            | Салман аль-Сабах аль-Салім аль-Сабах (Salman al-Sabah al-Salim al-Sabah)       |      |               |               |        |        |         |
|         | Міністерство нафтової промисловості                | Алі Саліх аль-Умайр (Ali Salih al-Umayr)                                       |      |               |               |        |        |         |
|         | Міністерство оборони                               | Халід аль-Джаррах аль-Сабах (Khalid al-Jarrah al-Sabah)                        |      |               |               |        |        |         |
|         | Міністерство освіти                                | Бадір аль-Іса (Badir al-Isa)                                                   |      |               |               |        |        |         |
|         | Міністерство охорони здоров'я                      | Алі Саад аль-Убайді (Ali Saad al-Ubaydi)                                       |      |               |               |        |        |         |
|         | Міністерство соціальної політики і праці           | Хінд Сабіх аль-Сабіх (Hind Sabih al-Sabih)                                     |      |               |               |        |        |         |
|         | Міністерство торгівлі та промисловості             | —                                                                              |      |               |               |        |        |         |
|         | Міністерство у справах ісламу і релігійних пожертв | Якуб аль-Сейн (Yaqub al-Sayn)                                                  |      |               |               |        |        |         |
|         | Міністерство фінансів                              | Анас аль-Халід аль-Саліх (Anas al-Khalid al-Salih)                             |      |               |               |        |        |         |
|         | Міністерство юстиції                               | Мухаммад Абдалла аль-Мубарак аль-Сабах (Muhammad Abdallah al-Mubarak al-Sabah) |      |               |               |        |        |         |

### Державіні міністри
| Посада                                                 | Голова                                                                                     | Фото | Час на посаді | Час на посаді | Партія | Партія |
| ------------------------------------------------------ | ------------------------------------------------------------------------------------------ | ---- | ------------- | ------------- | ------ | ------ |
| Державний міністр Кувейту у справах еміру              | Насір аль-Сабах аль-Ахмад аль-Джабір аль-Сабах (Nasir al-Sabah al-Ahmad al-Jabir al-Sabah) |      |               |               |        |        |
| Державний міністр Кувейту у справах кабінету міністрів | Мухаммад Абдалла аль-Мубарак аль-Сабах (Muhammad Abdallah al-Mubarak al-Sabah)             |      |               |               |        |        |
| Державний міністр Кувейту з питань житла               | Ясір Абул (Yasir Abul)                                                                     |      |               |               |        |        |
| Державний міністр Кувейту у справах муніципалітетів    | Іса Ахмад аль-Кандарі (Isa Ahmad al-Kandari)                                               |      |               |               |        |        |
| Державний міністр Кувейту у справах парламенту         | Алі Саліх аль-Умайр (Ali Salih al-Umayr)                                                   |      |               |               |        |        |
| Державний міністр планування і розвитку Кувейту        | Хінд Сабіх аль-Сабіх (Hind Sabih al-Sabih)                                                 |      |               |               |        |        |
| Державний міністр Кувейту у справах молоді             | Салман аль-Сабах аль-Салім аль-Сабах (Salman al-Sabah al-Salim al-Sabah)                   |      |               |               |        |        |